# 草間小鳥子
草間 小鳥子（くさま ことりこ、1987年8月24日 - ）は、日本の詩人。日本現代詩人会会員。

## 来歴・人物
神奈川県生まれ。母は児童文学作家の岡田貴久子。その影響で小学生の頃から読書に親しみ、冒険小説や推理小説などジャンルを問わず幅広く読んだ。出身の日本女子大学附属中学校・高等学校は国語教育に力を入れており、文学作品を題材に先生が書評するスタイルの授業を行なっていた。また、読書や作文の課題も多かった。そうした生い立ちが現在の礎になっているという。
高校在学中からラジオパーソナリティとして活動を始め、BS朝日キャスター、第4代横浜観光親善大使、リポーターとして活動していた。日本女子大学文学部英文学科を卒業後、ポニーキャニオンの映像プロデューサーとしてコンテンツ制作を行う。資格・免許は、実用英語技能検定1級、知的財産管理技能検定2級、普通自動車免許を所持している。
2012年より童話の執筆、2013年より詩作を始める。2016年「座布団いちまい!」で第14回北日本児童文学賞最優秀賞を受賞。
2018年、詩と思想新人賞を受賞。2019年、資生堂の季刊誌『花椿』の付録として、小詩集『ビオトープ』を発表。
2020年、詩集『あの日、水の森で』にて第71回H氏賞の候補となる。2025年、詩集『ハルシネーション』で第75回H氏賞を受賞。
2018年より、女優の熊谷弥香、音楽家の茂野雅道とともに、ポエトリーリーディングユニット「Poetic Mica Drops（ポエティック・ミカ・ドロップス」として活動を開始。2021年、映像作家の宮嶋風花とのコラボレーションで、ポエトリーリーディングドラマ『今日、京都ミカと猫。』がLINE NEWS 「VISION」より配信された（全10話）。

## 主な作品
- 詩集『てのひらに冒険』（クロネコ商会、2014年）※私家版
- 「N／65億の孤独」『ショートショートの花束・8』 あ4-51、講談社〈講談社文庫〉、2016年。ISBN 978-4-06-293381-0。
- 「Forget Me Not」『ショートフィルムズ』学研プラス〈5分後の隣シリーズ〉、2019年7月。ISBN 978-4-05-205090-9。
- 小詩集『ビオトープ』（資生堂花椿文庫、2019年）
- 『あの日、水の森で』土曜美術社出版販売、2020年10月。ISBN 978-4-8120-2596-3。
- 「壺から聞いた話」『夢三十夜』学研プラス〈5分後の隣シリーズ〉、2021年6月。ISBN 978-4-05-205425-9。
- 「今夜だけスーパースター」『夢三十夜』学研プラス〈5分後の隣シリーズ〉、2021年6月。ISBN 978-4-05-205425-9。
- 詩集『源流のある町』七月堂、2022年10月。ISBN 978-4-87944-502-5。
- 詩集『ハルシネーション』七月堂、2024年10月。ISBN　978-4-87944-588-9

## 過去の出演番組

### テレビ
テレビ朝日
- アナタマ

BS朝日
- News Access

テレ朝チャンネル
- 上田ちゃんネル

フジテレビ
- 99人の壁

### ラジオ
FMサルース
- Talk Of The Town

## 過去の掲載誌
小学館
- CanCam

主婦の友社
- Ray